# Takashi Naraha
Takashi Naraha (Japans: 楢葉雍, Naraha Takashi) (Mito, 1930) is een Japanse beeldhouwer.

## Leven en werk
Takashi Naraha werd geboren in Mito, de hoofdstad van de prefectuur Ibaraki op het eiland Honshu in Japan. Hij studeerde van 1950 tot 1955 beeldhouwkunst aan de Musashino Art University in Tokio. Hij kreeg zijn eerste solo-expositie in 1967 bij de Kunugi Gallery in Tokio. In 1973/74 nam hij deel aan een beeldhouwerssymposium in Östra Göinge in de Zweedse regio Skåne. Hij ontdekte er het stollingsgesteente doleriet uit de steengroeves Hägghult bij Lönsboda en hij besloot in 1975 in Zweden te blijven om met dit materiaal te blijven werken.
Takashi Naraha is een geometrisch-abstracte beeldhouwer. De gekozen vormen zijn de mandala en de ruimtelijke figuren kubus, cirkel, piramide en cilinder.

## Werken (selectie)
- Valvbro - doleriet, Älmhultstorg in Älmhult
- Kosmos (1981) - doleriet, Västra Boulevarden in Kristianstad
- 17 Kubusobjecten waaronder Himmelen av kub(1985), metrostation Solna strand in Stockholm
- Structure (1985), Linköpings Läns Museum in Linköping
- Steenskulptur (1988) - graniet, Lastageplatsen in Kristianstad
- Mandala - graniet (1991), Östra Piren in Karlshamn
- Mandala (1992) - graniet, Bastionen in Göteborg
- Structure cercle (1993) - zwart graniet[3], collectie Société Générale d'art contemporain, Parijs
- Boule erratique ou Fenêtre, collectie Musée d'art Roger-Quilliot, Parc Montjuzet in Clermont-Ferrand
- Strukturspiral (1993) - graniet, Kyrkogatan/Nygatan in Eskilstuna
- Structure Mandala[4](1994) - graniet, Ludwig Museum im Deutschherrenhaus in Koblenz
- Die Kraft des Wassers (1997), Kennedyplatz in Gelsenkirchen
- Structure-88-J-1[5](1998), Umeå
- Mandala (2001) - doleriet, Slottsparken in Kalmar
- 2 sculpturen, beeldenpark Galleri Astley Sculpture Park in Uttersberg (gemeente Skinnskatteberg)
- Sculptuur X - graniet, Inom Vallgraven in Göteborg[6]

## Fotogalerij

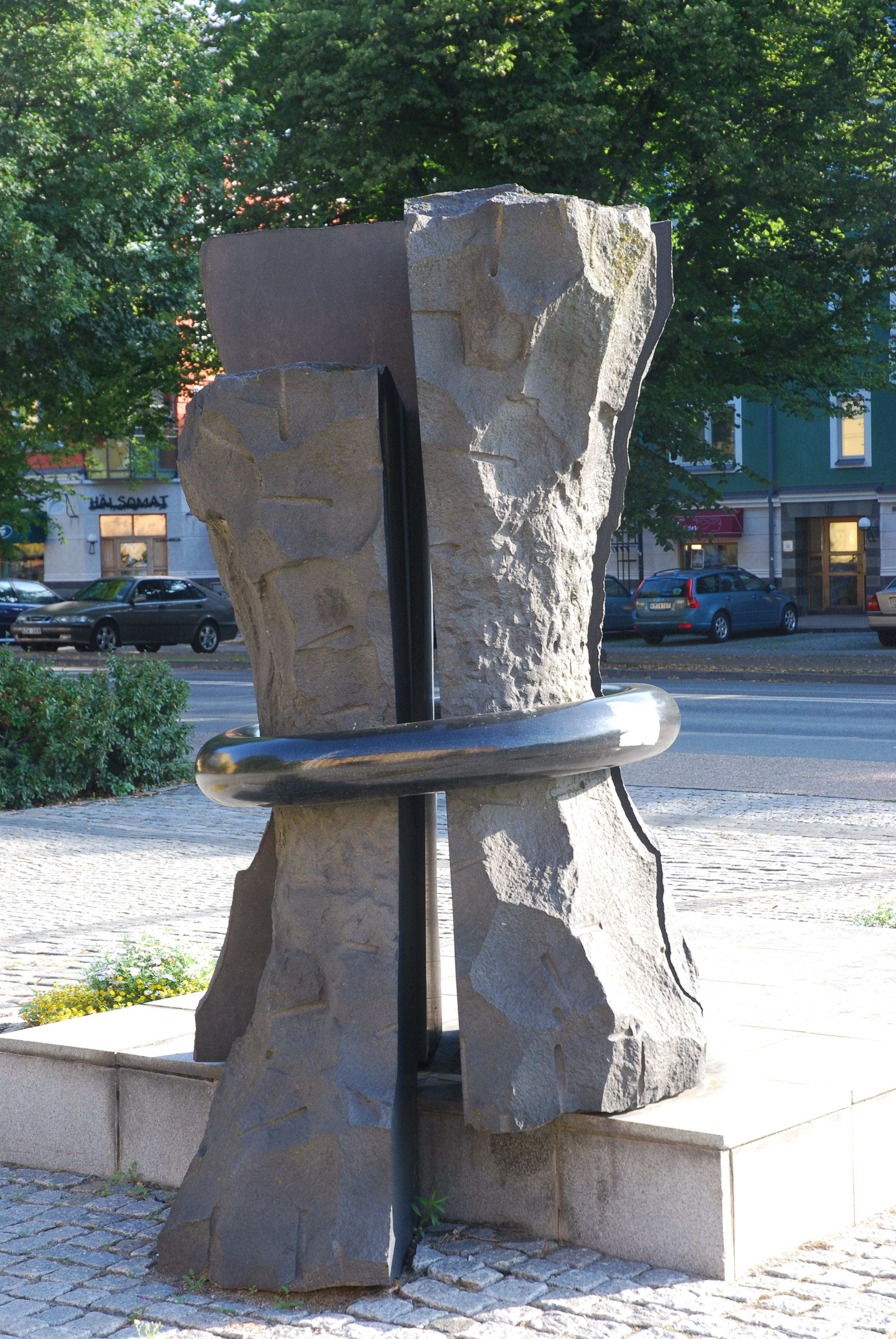
Kosmos (1981), Kristianstad
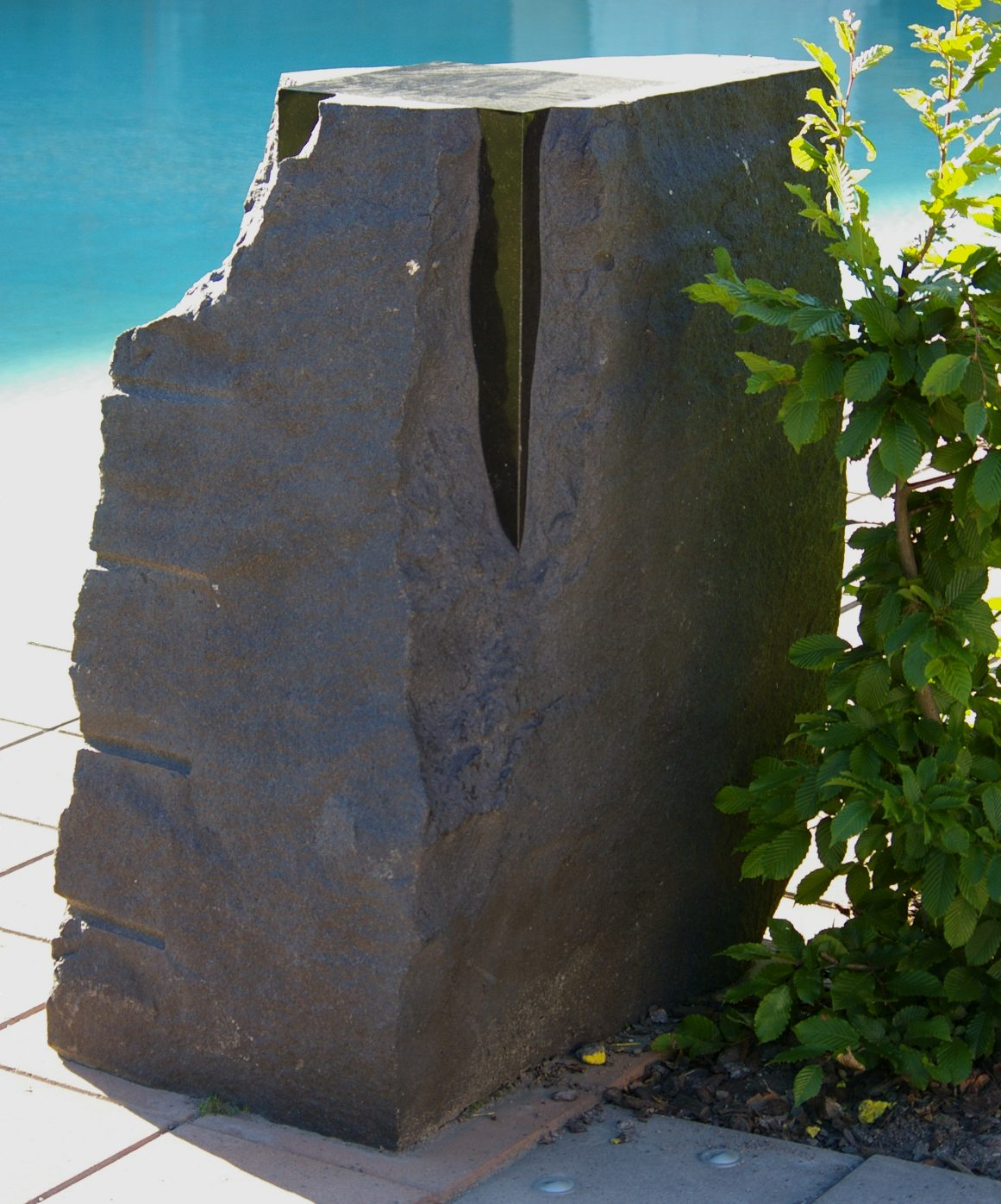
Structure (1985), Linköping
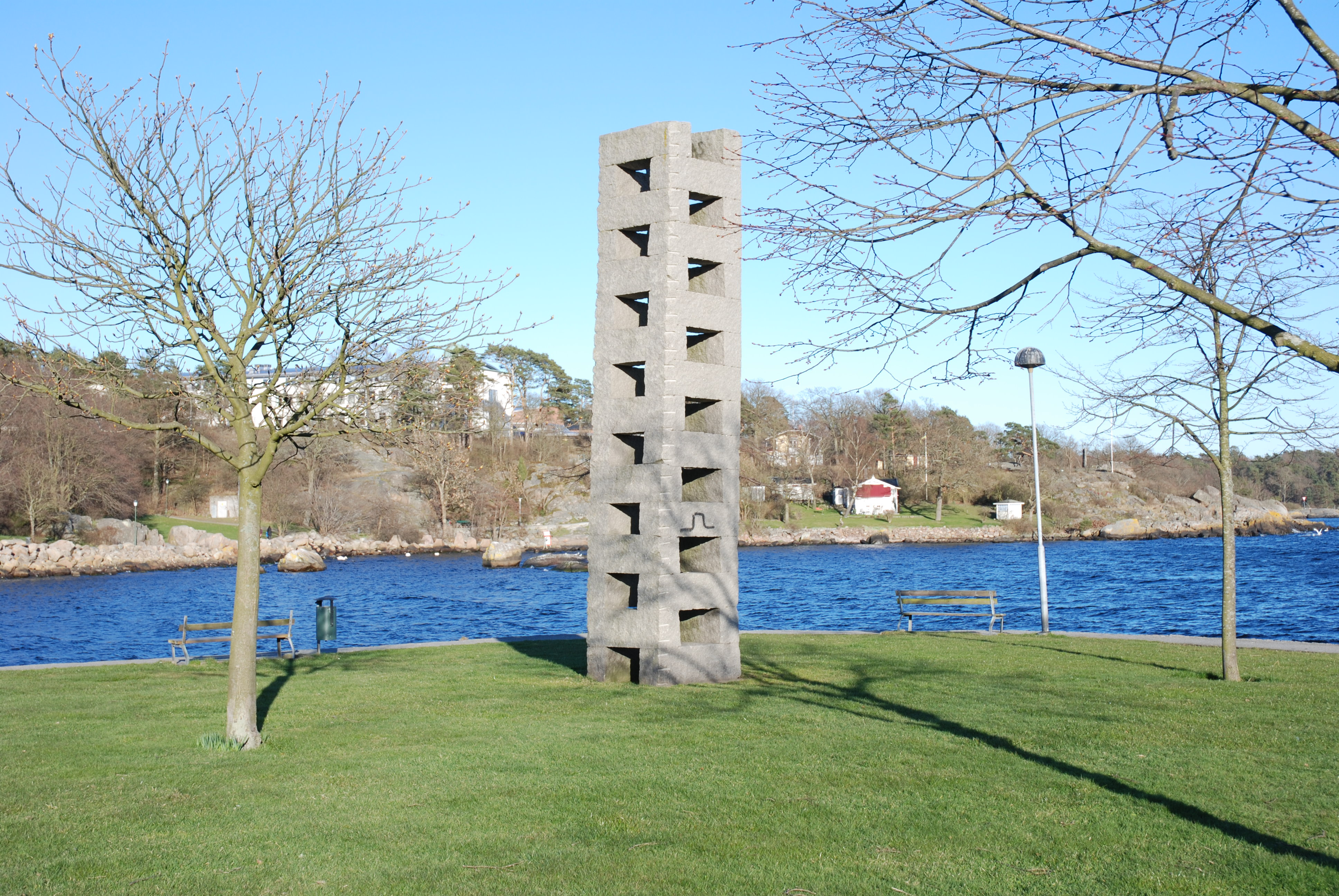
Mandala (1991), Karlshamn
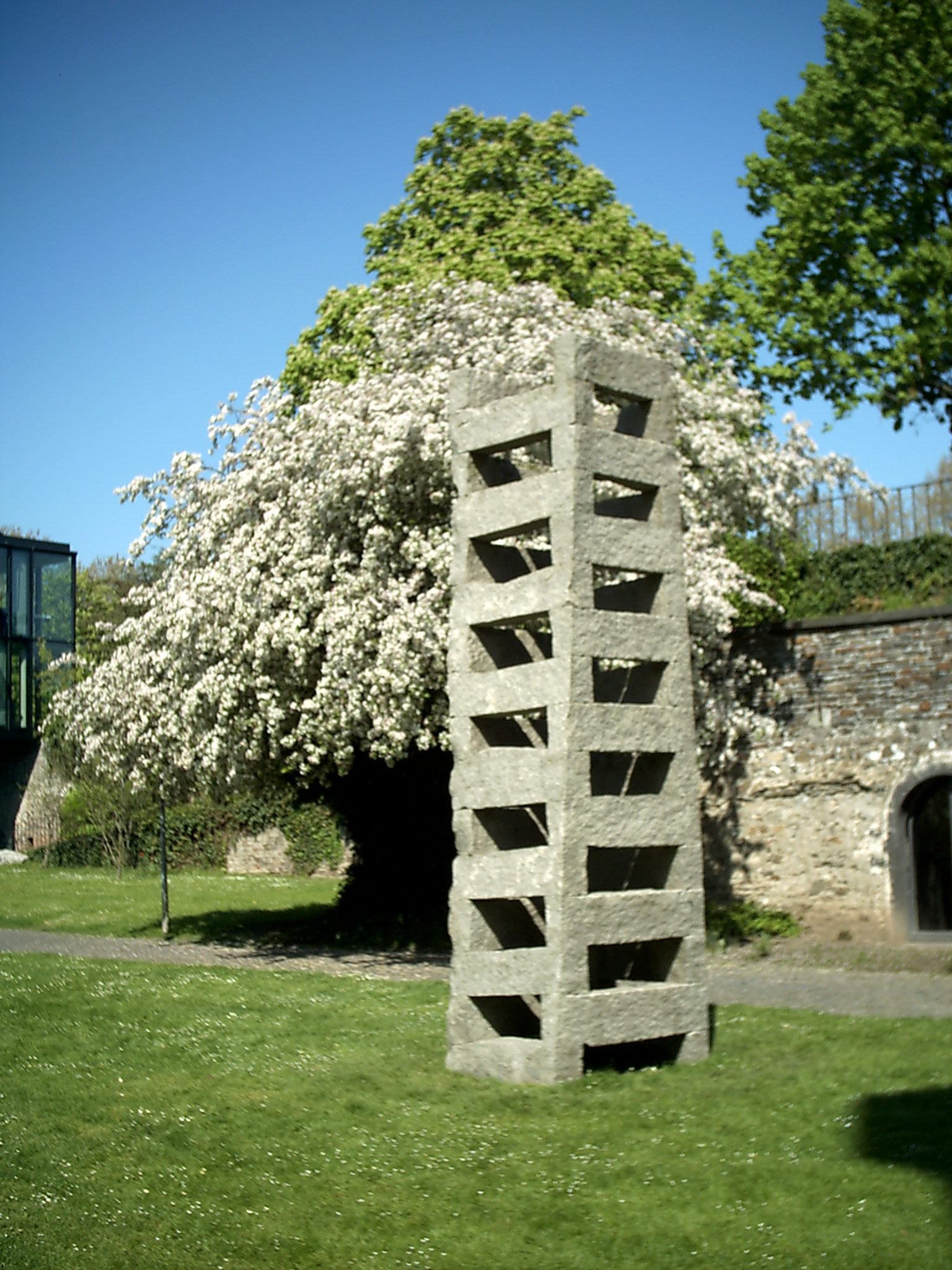
Structure Mandala (1994), Koblenz
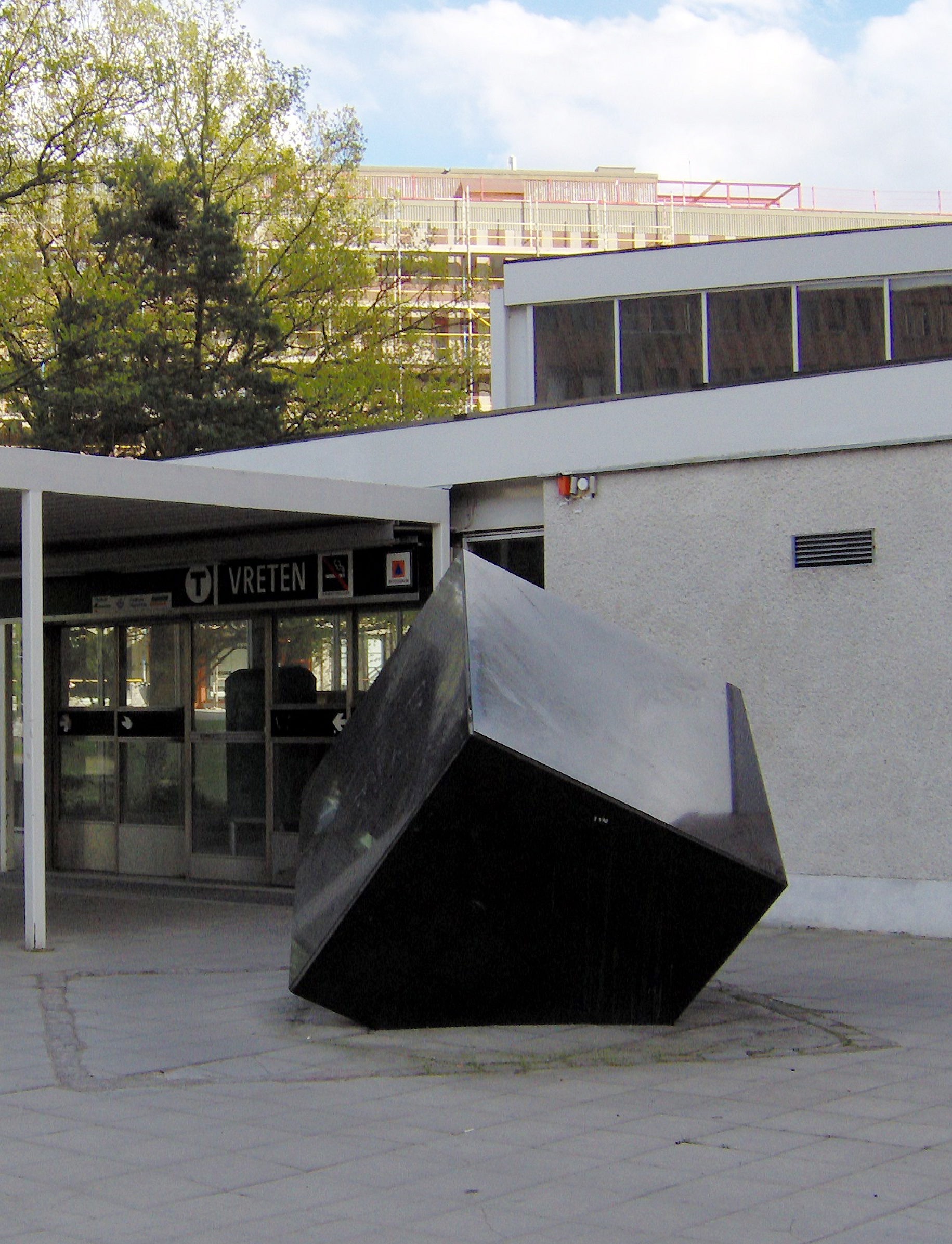
Ingang station Solna strand, Stockholm
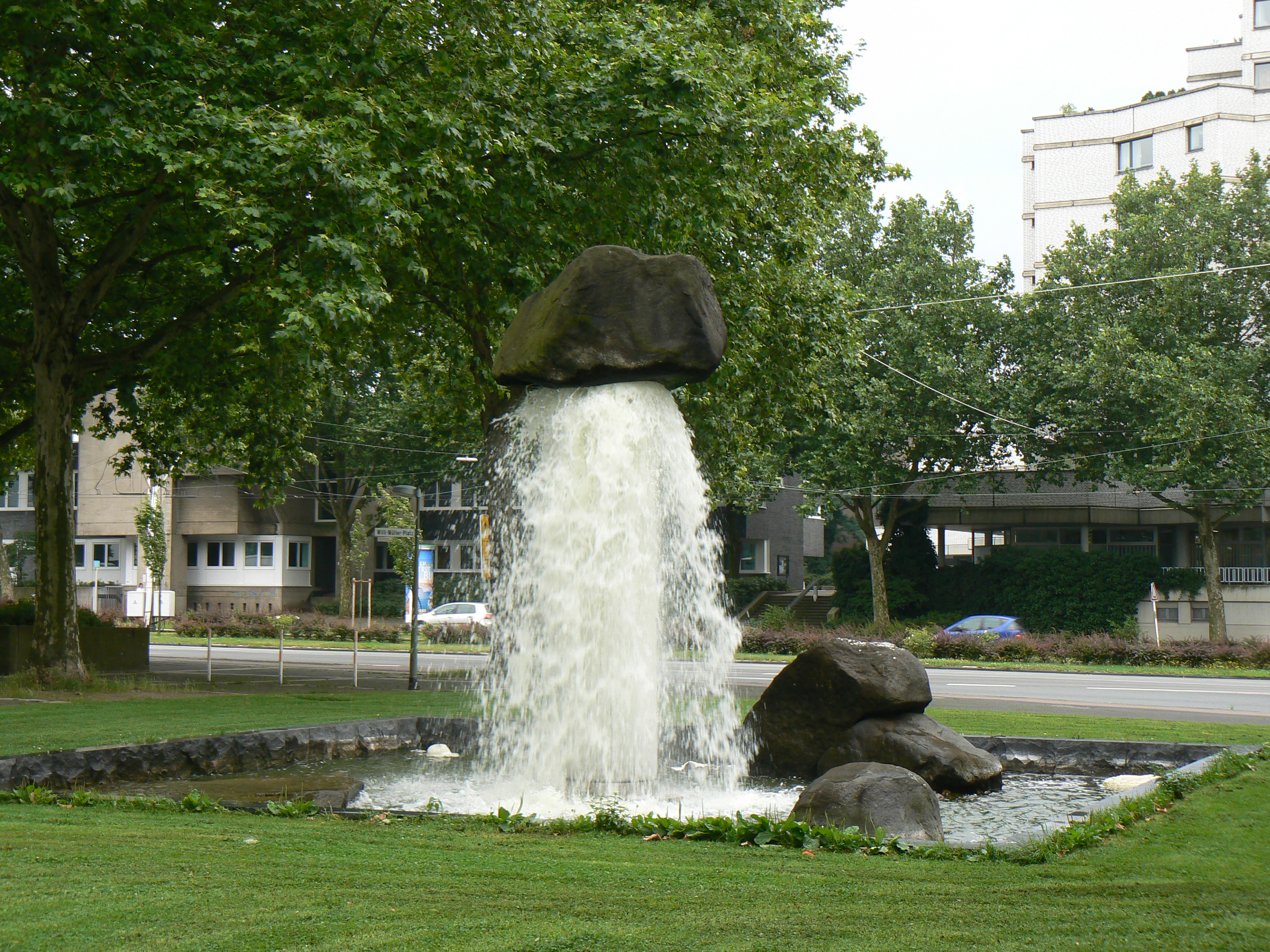
Die Kraft des Wassers, Gelsenkirchen

- Bibliothèque nationale de France: cb13178675p (data)
- Gemeinsame Normdatei: 174336594
- International Standard Name Identifier: 0000 0000 7835 8687
- Library of Congress Control Number: n96040499
- RKD-Nederlands Instituut voor Kunstgeschiedenis: 254558
- Système universitaire de documentation: 224002910
- Union List of Artist Names: 500587414
- Virtual International Authority File: 12909104
- WorldCat: E39PBJm4R8hjtWHHp6dG9mBVmd